# Dakar-rally

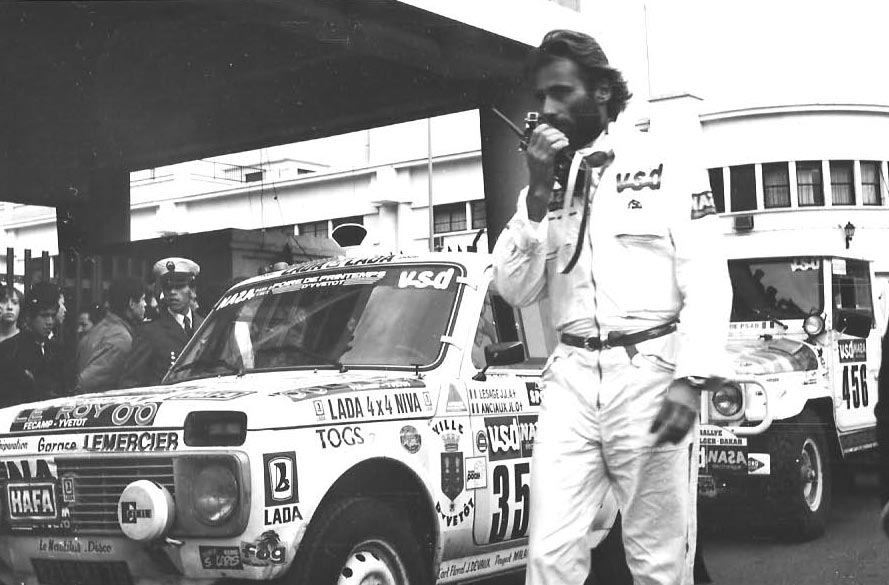
Thierry Sabine, oorspronkelijke organisator van de rally, in de haven van Algiers, 4 januari 1986

De Dakar-rally, genoemd naar de oorspronkelijke finishplaats, is een woestijnrally voor auto's, vrachtwagens, quads en motoren die jaarlijks wordt gehouden in de maand januari.
De rally is ook bekend onder zijn oude naam Parijs-Dakar. Van 2009 tot en met 2019 werd de Dakar-rally gehouden in Argentinië, Chili, Peru en Bolivia. Vanaf 2020 wordt hij gehouden in Saoedi-Arabië. De rally verhuisde daarnaartoe omdat er in Zuid-Amerika, waar de rally tot 2019 werd verreden onvoldoende budget beschikbaar was om de rally te organiseren.

## Parcours

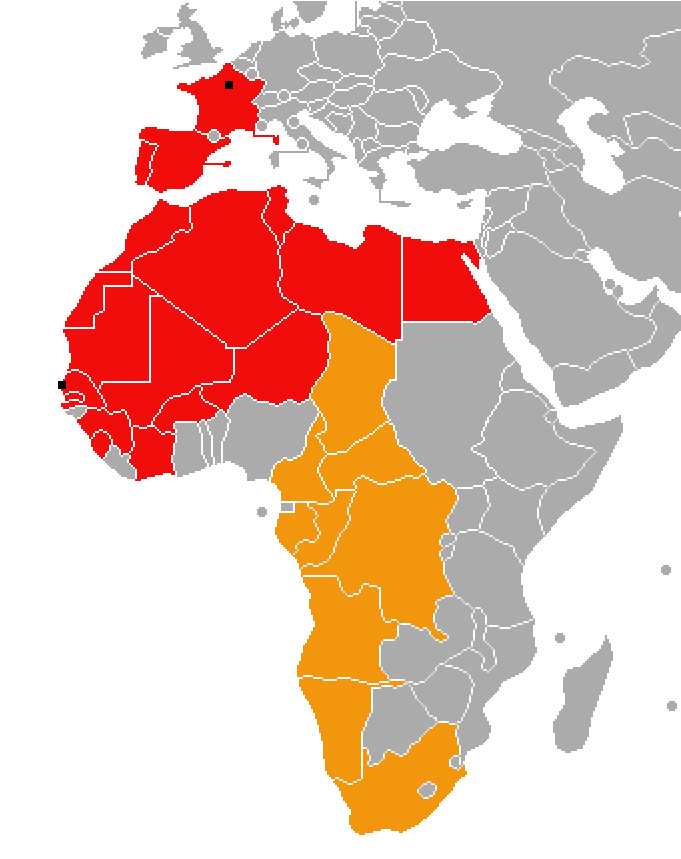
Overzicht van landen die de Parijs-Dakar-rally heeft aangedaan. Door landen die
oranje gekleurd zijn, is uitsluitend gereden tijdens de Dakar-rally van 1992 naar Kaapstad.

De naam verwijst naar de Senegalese hoofdstad Dakar, die tot 2008 ieder jaar aangedaan werd, meestal als finishplaats. Oorspronkelijk voerde de rally van de Franse hoofdstad Parijs naar Dakar, wat de naam Parijs-Dakar verklaart. Later kwamen er andere startpunten en in 2009 werd de hele rally naar Zuid-Amerika verplaatst, met start en finish in Buenos Aires. De editie van 2012 had als startpunt Mar del Plata, maar finishte in de Peruviaanse hoofdstad Lima.
In 1992 had men voor het eerst een andere finishplaats, Kaapstad. In 1993 was dit weer  Dakar.
In 1994 ging de rally echter van Parijs naar Dakar en weer terug, wat zoveel klachten over de rally in Frankrijk veroorzaakte dat besloten werd niet meer door Frankrijk te rijden. Hierdoor werd de route vanaf 1995 gevarieerder.
Zo was Granada de startplaats in 1995, 1996 en 1999, Arras in 2002 en Clermont-Ferrand in 2004.
In 1997 begon de Dakar-rally helemaal niet in Europa, maar liep hij van Dakar naar Agadez terug naar Dakar. In 2000 finishte de rally in Caïro, in 2003 in Sharm-el-Sheikh.
In 2001, 2002 en 2004 was de aankomstplaats weer Dakar. In de jaren 2006 en 2007 was Lissabon de startplaats. De afgelaste editie 2008 zou ook in Lissabon gestart zijn.
De Dakar-rally werd van 2009 tot 2019 in Zuid-Amerika gehouden, met als start- en finishplaats Buenos Aires. De beslissing hiervoor werd genomen door de toenemende kans op islamitische terreuraanslagen in Afrika.
In 2020 vindt de rally voor het eerst plaats in het Midden-Oosten. De rally wordt dat jaar gereden in Saoedi-Arabië.

## Geschiedenis (1977)
De eerste editie werd verreden in 1979. De drijvende kracht achter de rally is de Fransman Thierry Sabine die in 1977 was verdwaald in de Libische woestijn tijdens de Abidjan-Nice rally. Vanaf dat moment stelde hij zich tot doel iedereen de kans te geven "de woestijn te temmen".

### 1978
Op 26 december 1978 startte de eerste Parijs-Dakar vanaf de Place du Trocadéro in Parijs. 170 deelnemers reden 9000 km door Frankrijk, Algerije, Niger, Mali, Opper-Volta en Senegal.
De rally eindigde aan de rand van het Lac Rose (= Lac Retba) op 25 km van Dakar. De eerste winnaar bij de auto's was Alain Génestier met copiloot Joseph Terbiaut. De eerste winnaar op de motor was de dan 21-jarige Cyril Neveu, rijdend op een Yamaha XT 500

### 1981

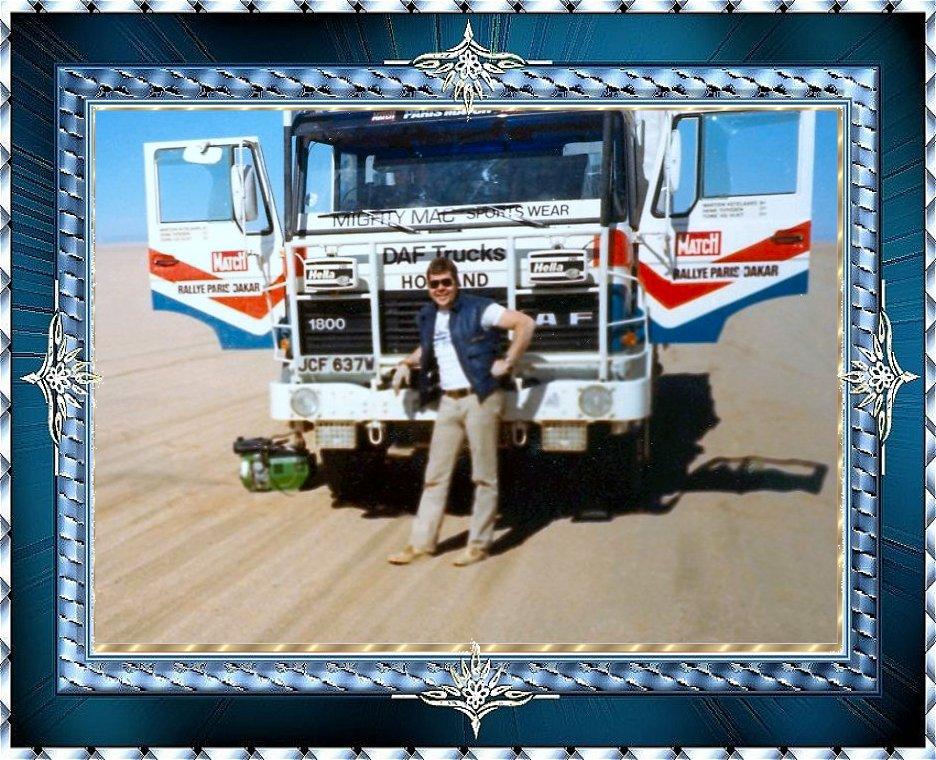
Henk Thijssen voor Mighty Mac 1981

Voor het eerst deden er ook Nederlanders mee. Er werd deelgenomen met een vrachtwagen en een motor. Piloot Toine van der Vliet, copiloot Henk Thijssen en mecanicien Martin Ketelaars namen met de DAF YA 4440 deel onder startnummer 304. Zij reden niet mee voor een ereplaats in de rally, maar om ervaring op te doen met het rijden in de woestijn met de standaard uitvoering van deze truck. De truck was daarom slechts aangepast aan de specifieke eisen voor deze rally. Na een ongeval met de copiloot in januari 1982 die toen een aggregaat op zijn arm kreeg en zijn arm verbrijzelde was het team incompleet geworden en werd daardoor gediskwalificeerd. Toine en Martin hebben de tocht naar Dakar toen buiten mededinging uitgereden. Henk Thijssen werd met de helikopter van Thierry Sabine, met spoed naar het ziekenhuis gevlogen en ze wisten nog maar net zijn arm te redden. De Groninger Bert Oosterhuis nam deel bij de motoren.

### 1982
In 1982 namen in totaal 27 deelnemers uit Nederland deel, waaronder twee DAF N 2800 DKS-trucks (met onder andere Jan de Rooy als teamlid) en het Dutch Motorcycle Team met zes motorcoureurs en twee volgwagens die tevens aan de wedstrijd deelnamen (om zodoende onderweg hulp te kunnen verlenen). Op 7 januari overleed Bert Oosterhuis van het Dutch Motorcycle Team als gevolg van een val in de etappe van Bordj Omar Driss naar Tit (Algerije), hij was de eerste deelnemer aan Parijs-Dakar die tijdens de wedstrijd om het leven kwam.

### 1986
Thierry Sabine overleed tijdens deze editie in een helikoptercrash op 14 januari 1986, met nog vier anderen, waaronder de Franse zanger Daniel Balavoine en journaliste Nathaly Odent.

### 2005

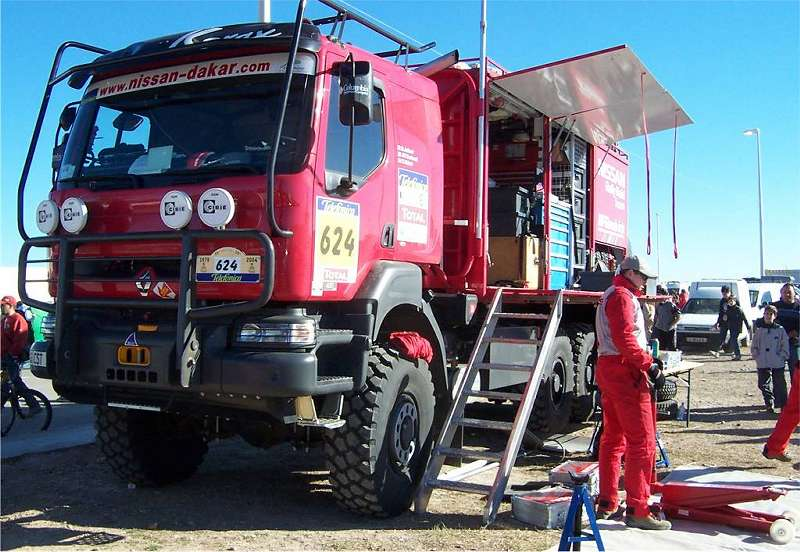
Ondersteuningstruck, 2004

In 2005 werd de rally voor de 27e keer gehouden. De start vond plaats op 1 januari te Barcelona. Tijdens de rally overleed de Spaanse motorrijder José Manuel Pérez op 10 januari in een ziekenhuis, na een ongeluk op 6 januari. Een dag later overleed zijn Italiaanse collega Fabrizio Meoni aan een hartstilstand. Hij was de 22e deelnemer die overleed tijdens de rally. Op 16 januari finishten Cyril Despres als eerste motorrijder; Stéphane Peterhansel als eerste bij de personenwagens, en Firdaus Kabirov als eerste trucker.

### 2006
De Dakar-rally 2006 werd gehouden van 31 december 2005 tot en met 15 januari 2006. De race startte in Lissabon en eindigde in Dakar.
Op 9 januari, tijdens de negende etappe overleed motorcoureur Andy Caldecott aan de gevolgen van een nekbreuk nadat hij hard was gevallen. Caldecott, die de derde etappe had gewonnen en op dat moment zesde stond in het algemeen klassement, was op slag dood.

### 2007
De Dakar-rally 2007 werd gehouden van 6 januari tot 21 januari 2007. De race startte in Lissabon en eindigde in Dakar.
- Voor de editie 2007 werd bekendgemaakt dat motorcoureur Frans Verhoeven de beschikking kreeg over een fabrieksmachine van de Oostenrijkse constructeur KTM.
- A.S.O., de rallyorganisatie, kondigde aan de regels voor trucks eenvoudiger te maken. Dit zou niet voor deze editie gelden, maar A.S.O. had in samenwerking met DAF besloten de auto's te homologeren als Ginaf-trucks. Daarmee stond een deelname van team De Rooy vast.
- Er kwam een nieuw Nederlands team bij. Het team Vink zou meedoen met een ex-Belgische Ginaf rallytruck, die in grote lijnen overeenkwam met die van het Ginaf Rally Power-team. Ook het Team Leeuw Renault was een nieuwe deelnemer, met een Renault.
- Autocoureur Tim Coronel deed in 2007 voor het eerst mee aan de Dakar-rally, samen met zijn vriendin Gaby Uljee (navigator), in een Bowler Wildcat van Team Dakarsport.
- Op dinsdag 9 januari 2007 overleed de 29-jarige Zuid-Afrikaan Elmer Symons aan de gevolgen van een val met de motor op kilometer 142 van de special.
- Op zaterdag 20 januari 2007 overleed Eric Aubijoux na de finish in de voorlaatste rit aan de gevolgen van een beroerte.
- Op zondag 21 januari 2007 werd Hans Stacey winnaar bij de trucks van de Dakar-rally. Het was voor het eerst in 20 jaar dat er weer een Nederlander op de hoogste trede stond in Dakar.

### 2008
De Dakar-rally 2008 werd een dag vóór de start afgelast. De rally was gepland van 5 januari tot 20 januari 2008 en moest gereden worden tussen Lissabon en Dakar over 9273 km. Op 4 januari meldde de organisatie echter dat de wedstrijd werd afgelast ten gevolge van bedreigingen van Al Qaida tegen de Dakar-rally.
Vanwege de afgelaste Dakar-rally 2008 werd daarom de Dakar Series vervroegd in het leven geroepen.

### 2009
Vanwege terroristische dreigingen vond de Dakar-rally sinds 2009 in Zuid-Amerika plaats. De Dakar-rally 2009 startte op 3 januari 2009 in Buenos Aires, en finishte ook weer in deze Argentijnse hoofdstad op 18 januari 2009. Hij besloeg dit jaar 9574 km waarvan 5652 km special stages. De route liep door de Andes, Atacama, Pampa en de zoutmeren van Noord-Argentinië. De rustdag vond plaats in Valparaíso in Chili. In Argentinië werden negen etappes verreden en in Chili vijf etappes.
Op 7 januari werd de Franse motorrijder Pascal Terry dood aangetroffen langs het parcours. Hij was al drie dagen vermist.

### 2010

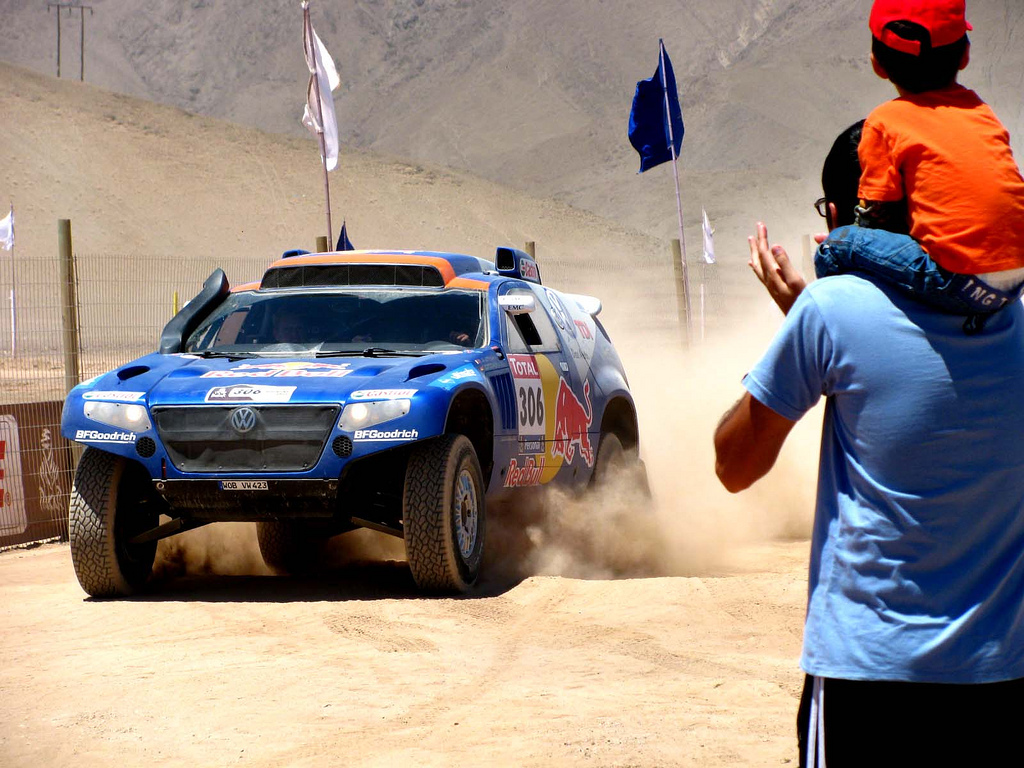
Nasser Al-Attiyah bij een passage in Copiapó (Chili), 2010

De Dakar-rally 2010 startte op 1 januari 2010 wederom in Buenos Aires, en finishte ook weer in deze hoofdstad op 17 januari 2010.
De rally ging deze keer richting het noorden.
De rustdag vond plaats in Antofagasta in Chili.

### 2011
De Dakar-rally 2011 startte op 1 januari 2011 wederom in Buenos Aires, en finishte ook weer in deze hoofdstad op 14 januari 2011.

### 2012
De Dakar-rally 2012 startte op 1 januari 2012 in het Argentijnse Mar del Plata, en finishte dit keer in Lima, de hoofdstad van Peru. Het was de eerste keer dat Peru bezocht werd.

### 2013
De Dakar-rally 2013 startte op 5 januari 2013 in de Peruviaanse hoofdstad Lima en eindigde op 19 januari in de Chileense hoofdstad Santiago. Ook Argentinië werd tussendoor aangedaan.

### 2014
De Dakar-rally 2014 startte op 5 januari 2014 in Rosario, Argentinië en eindigde op 18 januari in de Chileense havenstad Valparaíso. Verder werd ook Bolivia aangedaan.

### 2015
De Dakar-rally 2015 startte op 4 januari 2015 in Buenos Aires en eindigde op 17 januari in dezelfde plaats. Verder werden ook Bolivia en Chili aangedaan. De totale af te leggen afstand bedroeg ruim 9.000 km.
De etappes van de Dakar 2015:
- 4/01: Buenos Aires - Villa Carlos Paz
- 5/01: Villa Carlos Paz - San Juan
- 6/01: San Juan - Chilecito
- 7/01: Chilecito - Copiapó
- 8/01: Copiapó - Antofagasta
- 9/01: Antofagasta - Iquique
- 10/01: Rustdag (auto's/trucks); Iquique - Uyuni (motoren-quads)
- 11/01: Iquique - Uyuni (auto's/trucks); Uyuni - Iquique (motoren-quads)
- 12/01: Uyuni - Iquique (auto's-trucks); rustdag (motoren-quads)
- 13/01: Iquique - Calama
- 14/01: Calama - Salta
- 15/01: Salta - Termas de Río Hondo
- 16/01: Termas de Río Hondo - Rosario
- 17/01: Rosario - Buenos Aires

Tijdens deze editie van de Dakar Rally was er succes voor de Nederlanderse autocoureurs Bernhard ten Brinke en Erik van Loon. Zij reden continu in de top 10, waarbij Erik van Loon de beste prestatie van een Nederlands team verbeterde door tweemaal een derde plaats te behalen tijdens een etappe. Erik van Loon reed een constante rally en werd vierde in het eindklassement. Nooit eerder was een Nederlandse equipe zo succesvol in het autoklassement.

### 2016
De Dakar-rally 2016 startte op 2 januari 2016 in het Argentijnse Buenos Aires, kende een rustdag in Salta en eindigde in Rosario. Naast Argentinië werd ook Bolivia aangedaan.

### 2017
De Dakar-rally 2017 startte op 2 januari 2017 in Asuncion (Paraguay). De rustdag was in La Paz en de finish op 14 januari in Buenos Aires. In deze editie werden de landen Paraguay, Bolivia en Argentinië aangedaan.

### 2018
De Dakar-rally 2018 startte op 6 januari 2018 in Lima, Peru. Peugeot won deze editie voor de derde keer op rij. Na Argentinië en Frankrijk leverde Nederland dit keer de meeste deelnemers.

## Tabel
| Jaar | Auto's                                 | Auto's                       | Motoren              | Motoren                       | Quads                           | Quads                           | Trucks                                               | Trucks                           | Traject                                       |
| Jaar | Rijder Navigator                       | Fabrikant                    | Rijder               | Fabrikant                     | Rijder                          | Fabrikant                       | Rijder Navigator Monteur                             | Fabrikant                        | Traject                                       |
| ---- | -------------------------------------- | ---------------------------- | -------------------- | ----------------------------- | ------------------------------- | ------------------------------- | ---------------------------------------------------- | -------------------------------- | --------------------------------------------- |
| 2020 | Carlos Sainz Lucas Cruz Senra          | Mini John Cooper Works Buggy | Ricky Brabec         | Honda CRF 450 Rally           | Ignacio Casale                  | Yamaha Raptor 700               | Andrey Karginov Andrey Mokeev Igor Leonov            | Kamaz 43509                      | Jeddah - Riyad - Qiddiya                      |
| 2019 | Nasser Al-Attiyah Matthieu Baumel      | Toyota Hilux GAZOO Racing    | Toby Price           | KTM 450 Rally Replica         | Nicolas Cavigliasso             | Yamaha Raptor 700               | Eduard Nikolaev Evgeny Yakovlev Vladimir Rybakov     | Kamaz 43509                      | Lima - Arequipa - Lima                        |
| 2018 | Carlos Sainz Lucas Cruz Senra          | Peugeot 3008 DKR             | Matthias Walkner     | KTM 450 Rally Replica         | Ignacio Casale                  | Yamaha Raptor 700               | Eduard Nikolaev Evgeny Yakovlev Vladimir Rybakov     | Kamaz 4326                       | Lima - La Paz - Córdoba                       |
| 2017 | Stéphane Peterhansel Jean-Paul Cottret | Peugeot 3008 DKR             | Sam Sunderland       | KTM 450 Rally Replica         | Sergey Karyakin                 | Yamaha Raptor 700               | Eduard Nikolaev Evgeny Yakovlev Vladimir Rybakov     | Kamaz 4326                       | Asunción - La Paz - Buenos Aires              |
| 2016 | Stéphane Peterhansel Jean-Paul Cottret | Peugeot 2008 DKR             | Toby Price           | KTM 450 Rally Factory Replica | Marcos Patronelli               | Yamaha Raptor 700               | Gerard de Rooy Moises Torrallardona Darek Rodewald   | Iveco Powerstar Torpedo 4x4      | Buenos Aires - Uyuni - Salta - Rosario        |
| 2015 | Nasser Al-Attiyah Matthieu Baumel      | Mini All4Racing              | Marc Coma            | KTM 450 Rally Factory Replica | Rafal Sonik                     | Yamaha Raptor 700               | Airat Mardeev Aydar Belyaev Dmitriy Svistunov        | Kamaz 4326                       | Buenos Aires - Iquique / Uyuni - Buenos Aires |
| 2014 | Nani Roma Michel Perin                 | Mini All4Racing              | Marc Coma            | KTM 450 Rally Factory Replica | Ignacio Casale                  | Yamaha Raptor                   | Andrey Karginov Andrey Mokeev Igor Devyatkin         | Kamaz 4326                       | Rosario - Salta / Uyuni - Valparaíso          |
| 2013 | Stéphane Peterhansel Jean-Paul Cottret | Mini All4Racing              | Cyril Despres        | KTM 450CC Rally               | Marcos Patronelli               | Yamaha Raptor 700               | Eduard Nikolaev Sergey Savostin Vladimir Rybakov     | Kamaz 4326                       | Lima - San Miguel de Tucumán - Santiago       |
| 2012 | Stéphane Peterhansel Jean-Paul Cottret | Mini All4Racing              | Cyril Despres        | KTM 450CC Rally               | Alejandro Patronelli            | Yamaha Raptor 700               | Gerard de Rooy Tom Colsoul Darek Rodewald            | Iveco Powerstar Torpedo 4x4      | Mar del Plata - Copiapó - Lima                |
| 2011 | Nasser Al-Attiyah Timo Gottschalk      | Volkswagen Race Touareg 3    | Marc Coma            | KTM 450 Rally Replica         | Alejandro Patronelli            | Yamaha Raptor 700               | Vladimir Tsjagin Serguey Savostin Ildar Shaysultanov | Kamaz 4326                       | Buenos Aires - Arica - Buenos Aires           |
| 2010 | Carlos Sainz Lucas Cruz Senra          | Volkswagen Race Touareg 2    | Cyril Despres        | KTM 690 Rally Replica         | Marcos Patronelli               | Yamaha Raptor 700               | Vladimir Tsjagin Serguey Savostin Eduard Nikolaev    | Kamaz 4326                       | Buenos Aires - Antofagasta - Buenos Aires     |
| 2009 | Giniel de Villiers Dirk von Zitzewitz  | Volkswagen Race Touareg 2    | Marc Coma            | KTM 690 Rally                 | Josef Machacek                  | Yamaha Raptor                   | Firdaus Kabirov Aydar Belyayev Andrey Mokeyev        | Kamaz 4326                       | Buenos Aires - Valparaíso - Buenos Aires      |
| 2008 | rally afgelast                         | rally afgelast               | rally afgelast       | rally afgelast                | rally afgelast                  | rally afgelast                  | rally afgelast                                       | rally afgelast                   | Lissabon - Dakar                              |
| 2007 | Stéphane Peterhansel Jean-Paul Cottret | Mitsubishi Pajero            | Cyril Despres        | KTM 690 Rally                 | geen aparte classificatie quads | geen aparte classificatie quads | Hans Stacey Charly Gotlib Bernard der Kinderen       | MAN TGA 4x4 Special T4           | Lissabon - Dakar                              |
| 2006 | Luc Alphand Gilles Picard              | Mitsubishi Pajero            | Marc Coma            | KTM LC4 660R                  | geen aparte classificatie quads | geen aparte classificatie quads | Vladimir Tsjagin Semen Yakoubov Serguey Savostin     | Kamaz 4911 Extreme               | Lissabon - Dakar                              |
| 2005 | Stéphane Peterhansel Jean-Paul Cottret | Mitsubishi Pajero            | Cyril Despres        | KTM LC4 660R                  | geen aparte classificatie quads | geen aparte classificatie quads | Firdaus Kabirov Aydar Belyayev Andrey Mokeyev        | Kamaz 4911 Extreme               | Barcelona - Dakar                             |
| 2004 | Stéphane Peterhansel Jean-Paul Cottret | Mitsubishi Pajero            | Nani Roma            | KTM LC4 660R                  | geen aparte classificatie quads | geen aparte classificatie quads | Vladimir Tsjagin Semen Yakoubov Serguey Savostin     | Kamaz 4911 Extreme               | Clermont-Ferrand - Dakar                      |
| 2003 | Hiroshi Masuoka Andrea Schulz          | Mitsubishi Pajero            | Richard Sainct       | KTM LC4 660R                  | geen aparte classificatie quads | geen aparte classificatie quads | Vladimir Tsjagin Semen Yakoubov Serguey Savostin     | Kamaz 4911 Extreme               | Marseille - Sharm el-Sheikh                   |
| 2002 | Hiroshi Masuoka Pascal Maimon          | Mitsubishi Pajero            | Fabrizio Meoni       | KTM LC8 950R                  | geen aparte classificatie quads | geen aparte classificatie quads | Vladimir Tsjagin Semen Yakoubov Serguey Savostin     | Kamaz 49256                      | Arras - Madrid - Dakar                        |
| 2001 | Jutta Kleinschmidt Andrea Schulz       | Mitsubishi Pajero            | Fabrizio Meoni       | KTM LC4 660R                  | geen aparte classificatie quads | geen aparte classificatie quads | Karel Loprais Josef Kalina Petr Hamerla              | Tatra 815-2 ZE R55               | Parijs - Dakar                                |
| 2000 | Jean-Louis Schlesser Henri Magne       | Schlesser-Renault Buggy      | Richard Sainct       | BMW F650RR                    | geen aparte classificatie quads | geen aparte classificatie quads | Vladimir Tsjagin Semen Yakoubov Serguey Savostin     | Kamaz 49252                      | Parijs - Dakar - Caïro                        |
| 1999 | Jean-Louis Schlesser Philippe Monnet   | Schlesser-Renault Buggy      | Richard Sainct       | BMW F650RR                    | geen aparte classificatie quads | geen aparte classificatie quads | Karel Loprais Radomir Stachura Josef Kalina          | Tatra 815-2 ZE R55               | Granada - Dakar                               |
| 1998 | Jean-Pierre Fontenay Gilles Picard     | Mitsubishi Pajero            | Stéphane Peterhansel | Yamaha YZE850T                | geen aparte classificatie quads | geen aparte classificatie quads | Karel Loprais Radomir Stachura Jirí Cermak           | Tatra 815-2 ZE R55               | Parijs - Granada - Dakar                      |
| 1997 | Kenjiro Shinozuka Henri Magne          | Mitsubishi Pajero            | Stéphane Peterhansel | Yamaha YZE850T                | geen aparte classificatie quads | geen aparte classificatie quads | Johann-Peter Reif Johann Deinhofer                   | Hino Ranger FT 4x4               | Dakar - Agadez - Dakar                        |
| 1996 | Pierre Lartigue Michel Perin           | Citroën ZX                   | Edi Orioli           | Yamaha YZE850T                | geen aparte classificatie quads | geen aparte classificatie quads | Viktor Moskovskikh Kuzmine Bagaveldinov              | Kamaz 49252                      | Granada - Dakar                               |
| 1995 | Pierre Lartigue Michel Perin           | Citroën ZX                   | Stéphane Peterhansel | Yamaha YZE850T                | geen aparte classificatie quads | geen aparte classificatie quads | Karel Loprais Radomir Stachura Tomas Tomecek         | Tatra 815 4x4                    | Granada - Dakar                               |
| 1994 | Pierre Lartigue Michel Perin           | Citroën ZX                   | Edi Orioli           | Cagiva Elefant 900            | geen aparte classificatie quads | geen aparte classificatie quads | Karel Loprais Radomir Stachura Josef Kalina          | Tatra 815 4x4                    | Parijs - Dakar - Parijs                       |
| 1993 | Bruno Saby Dominique Seriyes           | Mitsubishi Pajero            | Stéphane Peterhansel | Yamaha YZE850T                | geen aparte classificatie quads | geen aparte classificatie quads | Francesco Perlini Giorgio Albiero Vinanti            | Perlini 105F                     | Parijs - Dakar                                |
| 1992 | Hubert Auriol Philippe Monnet          | Mitsubishi Pajero            | Stéphane Peterhansel | Yamaha YZE850T                | geen aparte classificatie quads | geen aparte classificatie quads | Francesco Perlini Giorgio Albiero Vinanti            | Perlini 105F                     | Parijs - Sirte - Kaapstad                     |
| 1991 | Ari Vatanen Bruno Berglund             | Citroën ZX                   | Stéphane Peterhansel | Yamaha YZE750T                | geen aparte classificatie quads | geen aparte classificatie quads | Jacques Houssat Thierry de Saulieu Bottaro           | Perlini 105F                     | Parijs - Tripoli - Dakar                      |
| 1990 | Ari Vatanen Bruno Berglund             | Peugeot 405 T16              | Edi Orioli           | Cagiva Elefant 900            | geen aparte classificatie quads | geen aparte classificatie quads | Villa Delfino Vinante                                | Perlini 105F                     | Parijs - Tripoli - Dakar                      |
| 1989 | Ari Vatanen Bruno Berglund             | Peugeot 405 T16              | Gilles Lalay         | Honda NXR800V                 | geen aparte classificatie quads | geen aparte classificatie quads | geen race                                            | geen race                        | Parijs - Tunis - Dakar                        |
| 1988 | Juha Kankkunen Juha Piironen           | Peugeot 205 T16              | Edi Orioli           | Honda NXR800V                 | geen aparte classificatie quads | geen aparte classificatie quads | Karel Loprais Radomir Stachura Tomas Muck            | Tatra 815 VE 6x6                 | Parijs - Algiers - Dakar                      |
| 1987 | Ari Vatanen Bernard Giroux             | Peugeot 205 T16              | Cyril Neveu          | Honda NXR750V                 | geen aparte classificatie quads | geen aparte classificatie quads | Jan de Rooy Yvo Geussens Theo Van De Rijt            | DAF 3600 4x4 Turbotwin II        | Parijs - Algiers - Dakar                      |
| 1986 | René Metge Dominique Lemoyne           | Porsche 959                  | Cyril Neveu          | Honda NXR750V                 | geen aparte classificatie quads | geen aparte classificatie quads | Giacomo Vismara Minelli                              | Mercedes Unimog                  | Parijs - Algiers - Dakar                      |
| 1985 | Patrick Zaniroli Jean Da Silva         | Mitsubishi Pajero            | Gaston Rahier        | BMW GS980R                    | geen aparte classificatie quads | geen aparte classificatie quads | Karl-Friedrich Capito Jost Capito Klaus Schweikarl   | Mercedes Unimog                  | Parijs - Algiers - Dakar                      |
| 1984 | René Metge Dominique Lemoyne           | Porsche 911                  | Gaston Rahier        | BMW GS980R                    | geen aparte classificatie quads | geen aparte classificatie quads | Pierre Lalleu Daniel Durce Patrick Venturini         | Mercedes 4x4                     | Parijs - Algiers - Dakar                      |
| 1983 | Jacky Ickx Claude Brasseur             | Mercedes 280 G               | Hubert Auriol        | BMW GS980R                    | geen aparte classificatie quads | geen aparte classificatie quads | Georges Groine Thierry De Saulieu Bernard Malferiol  | Mercedes 1936 AK                 | Parijs - Algiers - Dakar                      |
| 1982 | Claude Marreau Bernard Marreau         | Renault 20                   | Cyril Neveu          | Honda XR550                   | geen aparte classificatie quads | geen aparte classificatie quads | Georges Groine Thierry De Saulieu Bernard Malferiol  | Mercedes U1700L                  | Parijs - Algiers - Dakar                      |
| 1981 | René Metge Bernard Giroux              | Range Rover                  | Hubert Auriol        | BMW GS800R                    | geen aparte classificatie quads | geen aparte classificatie quads | Adrien Villette Henri Gabrelle Alain Voillereau      | ALM/ACMAT                        | Parijs - Dakar                                |
| 1980 | Freddy Kottulinsky Gerd Löffelmann     | Volkswagen Iltis             | Cyril Neveu          | Yamaha XT500                  | geen aparte classificatie quads | geen aparte classificatie quads | Miloud Ataouat Hadj Daou Boukrif Mahiedine Kaoula    | Sonacome                         | Parijs - Dakar                                |
| 1979 | Alain Génestier Joseph Terbiaut        | Range Rover                  | Cyril Neveu          | Yamaha XT500                  | geen aparte classificatie quads | geen aparte classificatie quads | geen aparte classificatie trucks                     | geen aparte classificatie trucks | Parijs - Dakar                                |

## Deelnemers

### Belgische deelnemers door de jaren heen
Manfred Verbeke, Tom Berrevoets, Guy Colsoul, Hugo Duisters, Pascal Feryn, Yvo Geusens, Rudy Goeminne, Charly Gotlib, Jan Govaere, Stéphane Henrard, Geert Hoste, Jacky Ickx, Jacky Loomans, André Malherbe, Grégoire De Mévius, Jean-Marie Pfaff, Gaston Rahier, Joël Smets, Gella Vandecaveye, Michel Van den Broeck, Koen Wauters, Joost Van Cauwenberge, Bernard Dhont, Kevin de Bruyne, Luc Terryn, Jef Augustijns, René Bax, Steve Vandenberghe, Jeroen Ramon.

### Nederlandse deelnemers door de jaren heen
Rick Aarts, Pascal de Baar, Willem ten Barge, Henno van Bergeijk, Hans Bekx, Pier Blom, Tim Bouman, Martin van den Brink, Marcel Snijders, Bernard ten Brinke, Tim Coronel, Tom Coronel, Tonnie van Deijne, Theo Duisters, Frits van Eerd, Johan Elfrink, Dirk-Jan Franken, Bart Franssen, Edwin van Ginkel, Wuf van Ginkel, Jurgen van den Goorbergh, Michel de Groot, Bob ten Harkel, Ton van Heugten, Jan Hoek, Adwin Hoondert, Herman Hutten, Jean Pierre Jacobs, Raoul Jacobs, Ed von Jessen, Gerard Jimmink, Martin Ketelaars, Anne Kies, Henk Knuiman, Kees Koolen, Johan van der Laan, Patrick van Lee, Chris Leyds, Gerard List, Kees van Loevezijn, Anja van Loon, Erik van Loon, Rikus Lubbers, John Niemeijer, Kornelis Offringa, Jelle Oosterhof, Bert Oosterhuis, Harry Oosting, Rob van Pelt, Mirjam Pol, Winston Post, Jasper Riezebos, Theo van de Rijt, Jan de Rooy, Gerard de Rooy, Joop Roggeband, Wouter Rosegaar, Rob Sanders, Marcel Schoo, Dirk Schuttel, Hans Stacey, Gerard Straetmans, Henk Thijssen, Kees en Mieke Tijsterman, Gaby Uljee, Herman Vaanholt, Henk Vercoelen, Erik Verhoef, Frans Verhoeven, Marcel van Vliet, Toine van der Vliet, Iginio Voorhorst, Rob Willemse, Daniël Willemsen, Richard de Groot en William de Groot.